# 澪標 (源氏物語)
| 源氏物語五十四帖 |        |    |        |
| 各帖のあらすじ   |        |    |        |
| 帖               | 名     | 帖 | 名     |
| 1                | 桐壺   | 28 | 野分   |
| 2                | 帚木   | 29 | 行幸   |
| 3                | 空蝉   | 30 | 藤袴   |
| 4                | 夕顔   | 31 | 真木柱 |
| 5                | 若紫   | 32 | 梅枝   |
| 6                | 末摘花 | 33 | 藤裏葉 |
| 7                | 紅葉賀 | 34 | 若菜   |
| 8                | 花宴   | 35 | 柏木   |
| 9                | 葵     | 36 | 横笛   |
| 10               | 賢木   | 37 | 鈴虫   |
| 11               | 花散里 | 38 | 夕霧   |
| 12               | 須磨   | 39 | 御法   |
| 13               | 明石   | 40 | 幻     |
| 14               | 澪標   | 41 | 雲隠   |
| 15               | 蓬生   | 42 | 匂宮   |
| 16               | 関屋   | 43 | 紅梅   |
| 17               | 絵合   | 44 | 竹河   |
| 18               | 松風   | 45 | 橋姫   |
| 19               | 薄雲   | 46 | 椎本   |
| 20               | 朝顔   | 47 | 総角   |
| 21               | 少女   | 48 | 早蕨   |
| 22               | 玉鬘   | 49 | 宿木   |
| 23               | 初音   | 50 | 東屋   |
| 24               | 胡蝶   | 51 | 浮舟   |
| 25               | 蛍     | 52 | 蜻蛉   |
| 26               | 常夏   | 53 | 手習   |
| 27               | 篝火   | 54 | 夢浮橋 |

「澪標」（みおつくし）は、『源氏物語』五十四帖の巻名のひとつ。第14帖。巻名は作中で光源氏と明石の御方が交わした和歌「みをつくし恋ふるしるしにここまでもめぐり逢ひけるえには深しな」および「数ならでなにはのこともかひなきになどみをつくし思ひそめけむ」に因む。

## あらすじ
光源氏28歳10月から29歳冬の話。

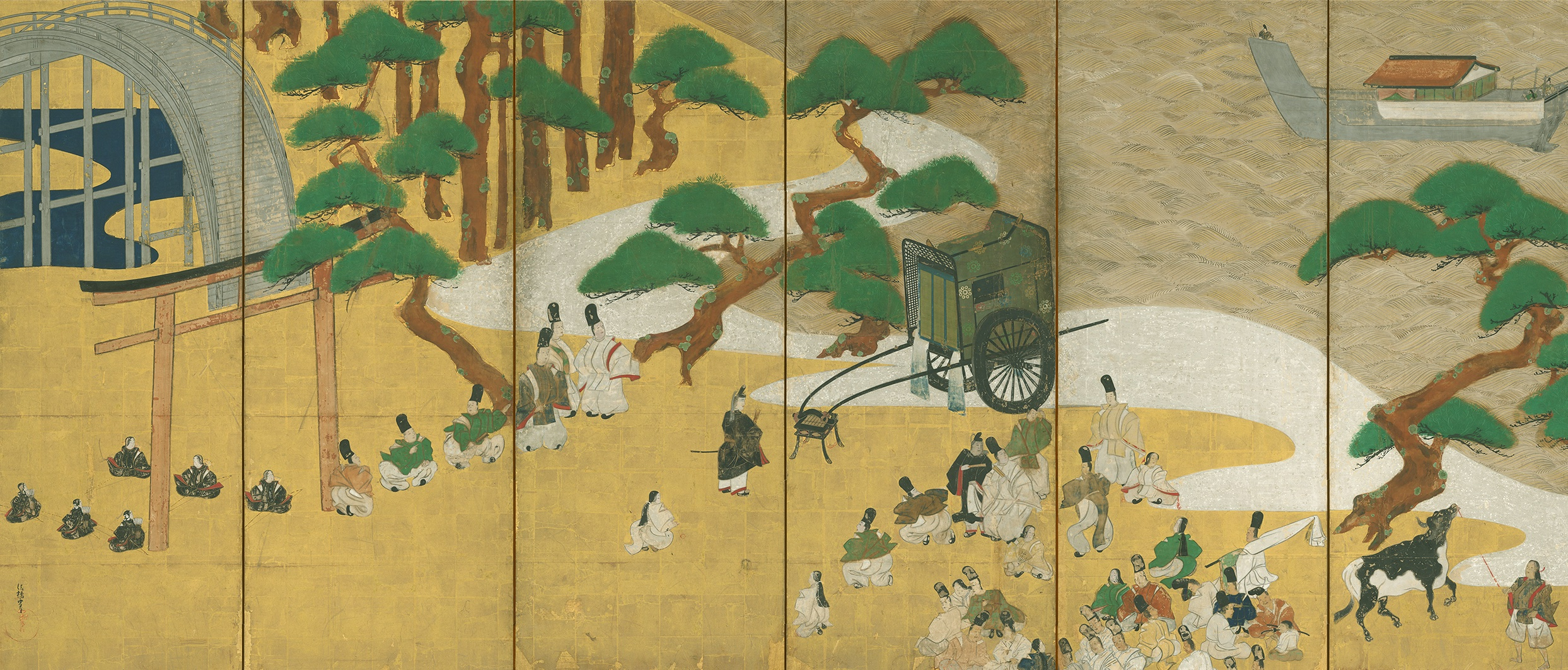
俵屋宗達筆「源氏物語関屋澪標図屏風」左隻、静嘉堂文庫所蔵、国宝

罪を許された光源氏は都に返り咲き、蟄居前の官位・右大将から大納言へ昇進。参内の日を迎えた。清涼殿へ行き、兄朱雀帝と3年ぶりに再会。兄弟水入らずの時を過ごし、その後東宮と再会。長男・夕霧は殿上童として東宮に仕えていた。
東宮が元服を迎えたのを期に、朱雀帝は位を退き冷泉帝へ譲位した。源氏は内大臣に昇進し、政界を引退していた左大臣が太政大臣を任じられ摂政に就任した。一方明石の御方は無事姫君を出産、源氏は将来后になるであろう姫君のために乳母と祝いの品を明石へ送るが、そんな源氏の姿に子のない紫の上は密かに嫉妬する。
秋になり、源氏は住吉へ盛大に参詣した。偶然同じ日に来合わせた明石の御方は、そのきらびやかな様子に気おされ、改めて源氏との身分の差を思い知らされる。藤原惟光の知らせで御方が来ていたことを知った源氏は、声もかけられずに去った御方を哀れに思い、使いを送って歌を交わした。
その頃六条御息所も娘の斎宮共々都へ戻っていたが、御息所はその後病に倒れ、しばらく会わずにいた源氏も見舞いに赴く。死期を悟った御息所は源氏に娘の将来を託し、決して愛人にはしないよう釘を刺して世を去った。源氏は斎宮への未練を感じつつも、御息所との約束を守り斎宮を自らの養女に迎える。朱雀院から斎宮を妃にとの要望が来ていたが、源氏は藤壺の助言を得て、斎宮を冷泉帝へ入内させることにした。